# Spojil
Spojil est une commune du district de Pardubice, dans la région de Pardubice, en République tchèque. Sa population s'élevait à 514 habitants en 2024.

## Géographie
Spojil se trouve à 4 km à l'est-nord-est de Pardubice, à 19 km au sud de Hradec Králové et à 100 km ) l'est de Prague.
La commune est entièrement enclavée à l'intérieur de la commune de Pardubice.

## Histoire
La première mention écrite de la localité date de 1340.

## Galerie

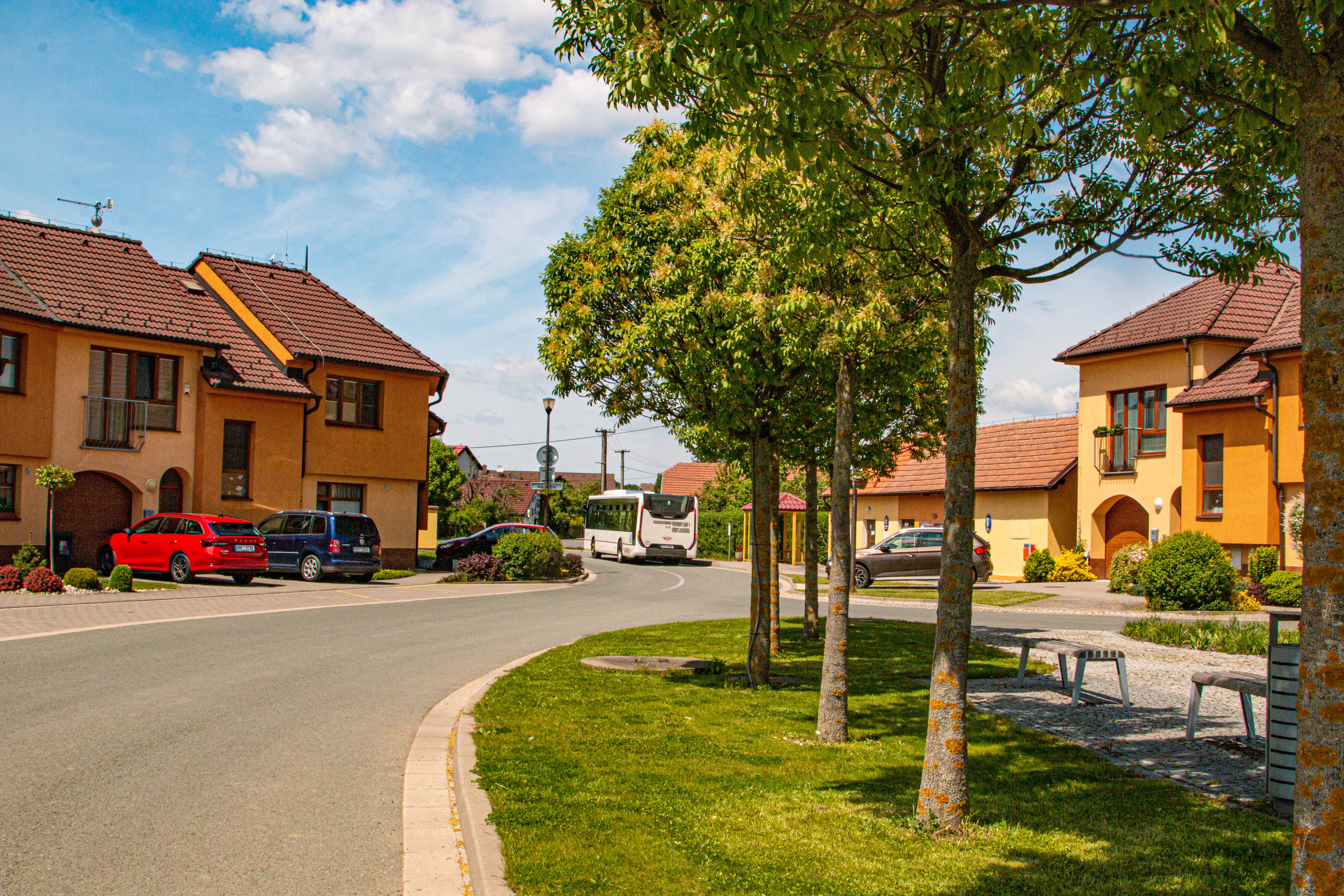
Centre de Spojil.
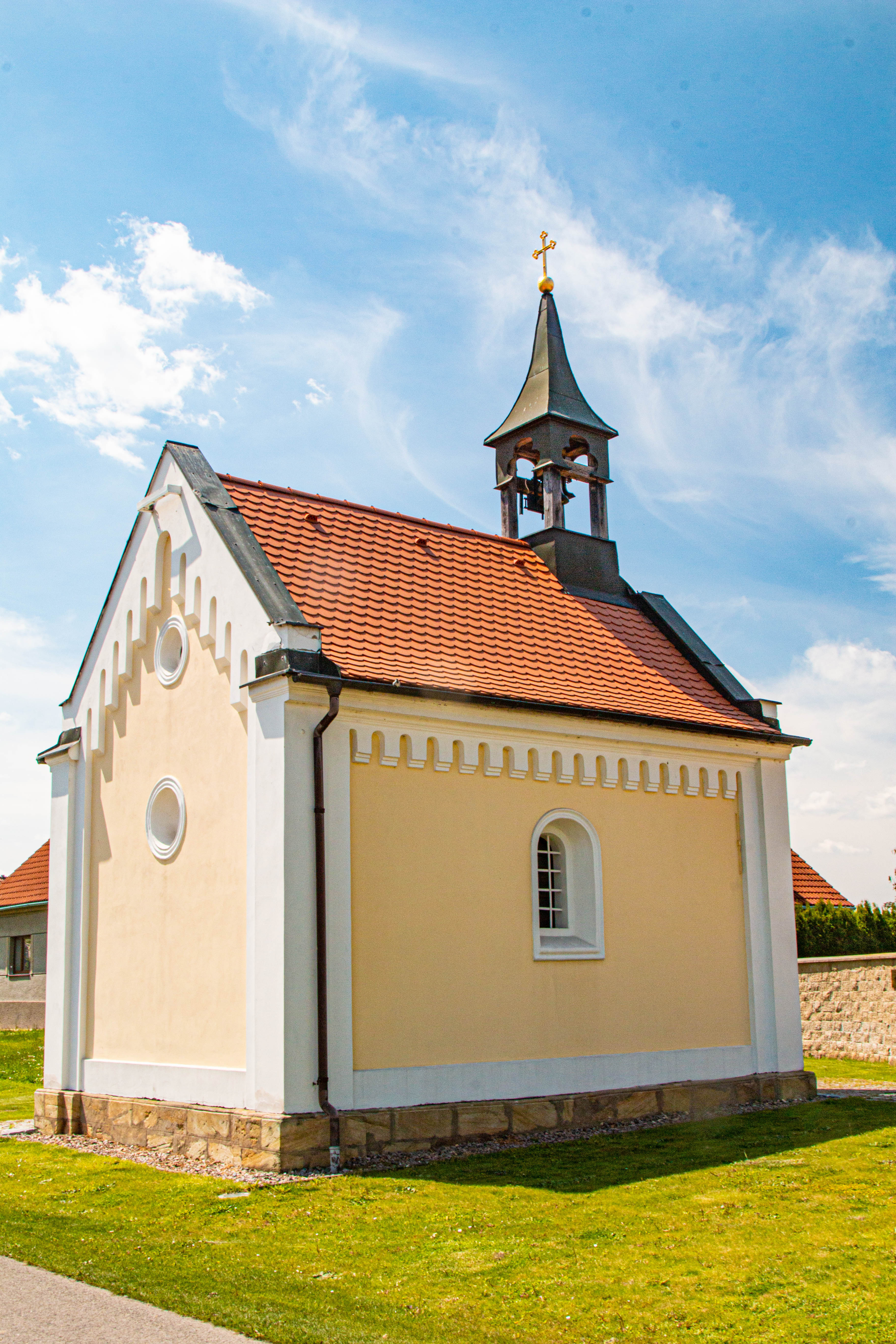
Chapelle sde l'Assomption.
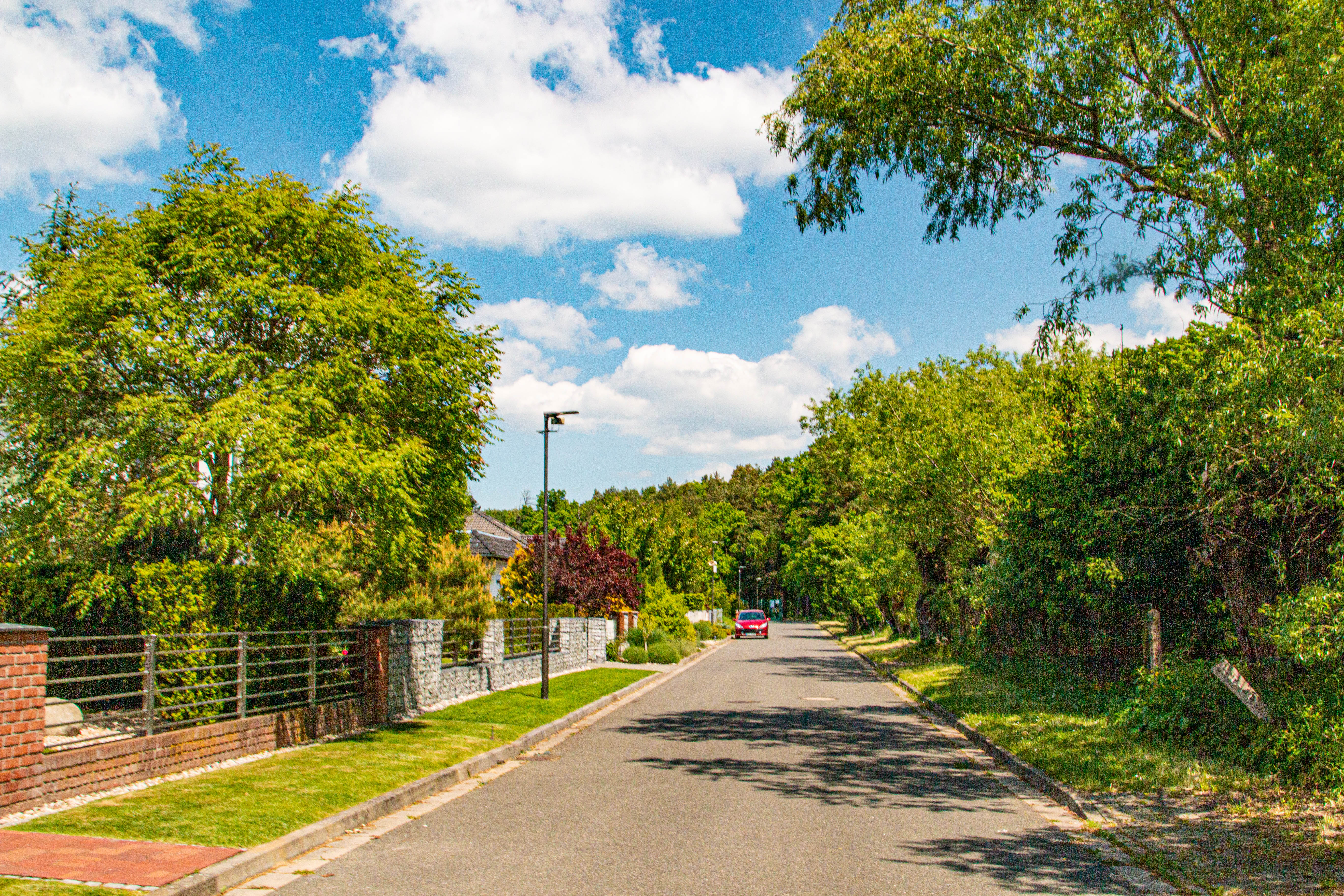
Rue Okružní.

## Transports
Par la route, Spojil se trouve à 4,5 km de Pardubice et à 121 km de Prague. 